# 贝利普拉特
贝利普拉特，是西班牙加泰罗尼亚巴塞罗那省的一个市镇。总面积31平方公里，总人口90人（2001年），人口密度3人/平方公里。